# Liste des sites Ramsar au Bangladesh
Cet article recense les zones humides du Bangladesh concernées par la convention de Ramsar.

## Statistiques
La convention de Ramsar est entrée en vigueur au Bangladesh le 21 septembre 1992.
En janvier 2020, le pays compte 2 sites Ramsar, couvrant une superficie de 6 112,00 km2.

## Liste
| Site                              | Division | Notes                                   | Date            | Superficie (km²) | Altitude (m) | Identifiant Ramsar | Identifiant WDPA | Coordonnées                       | Photo |
| --------------------------------- | -------- | --------------------------------------- | --------------- | ---------------- | ------------ | ------------------ | ---------------- | --------------------------------- | ----- |
| Réserve forestière des Sundarbans | Khulna   | Également protégé au patrimoine mondial | 21 mai 1992     | 6 017,00         | 1 - 2        | 560                | 67808            | 22° 01′ 59″ nord, 89° 31′ 01″ est |       |
| Tanguar Haor (en)                 | Sylhet   |                                         | 10 juillet 2000 | 95,00            | 2 - 5        | 1031               | 220085           | 25° 09′ 00″ nord, 91° 04′ 01″ est |       |